# 將軍龍屬
將軍龍屬（Jiangjunosaurus）是劍龍科恐龍的一屬，生存於侏儸紀晚期牛津階的中國新疆。化石出土於準噶爾盆地的石樹溝組，包含下頜、一些顱骨、7節關節仍連接的脊椎、以及2塊角板。模式種為準噶爾將軍龍（J. junggarensis） ，是由賈程凱、徐星等人在2007年所命名。將軍龍的身長約6公尺，可能會是永川龍的獵物之一。